# Ttujur (Gegharkunik)
Ttujur (in armeno Թթուջուր?) è un comune dell'Armenia di 1 013 abitanti (2009) della provincia di Gegharkunik.